# Celia Fiennes (Schriftstellerin)

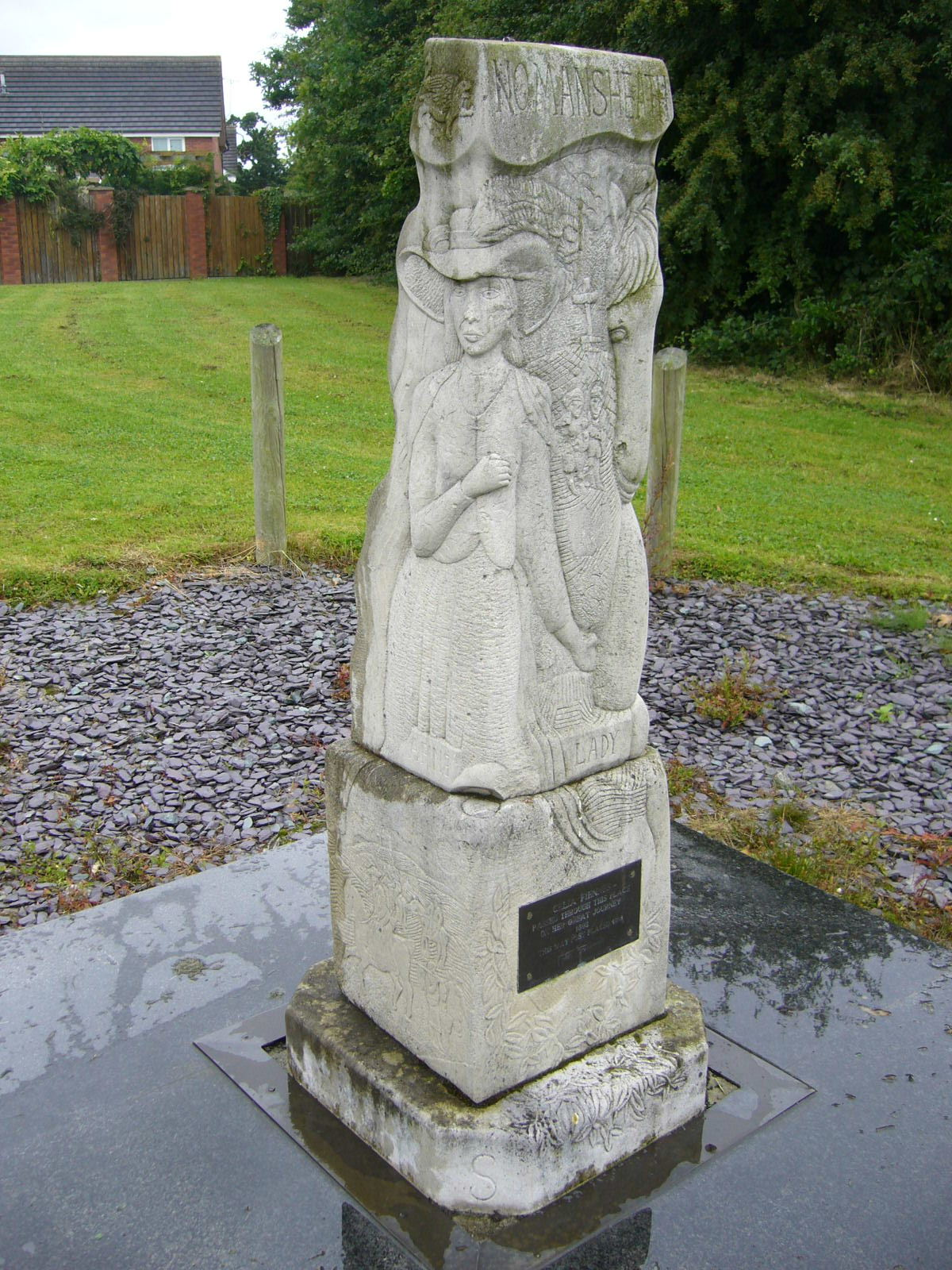
Celia Fiennes-Skulptur von Jeff Aldridge mit der Aufschrift: Celia Fiennes passed through this place on her great journey 1698 – This way post placed 1998

Celia Fiennes (* 7. Juni 1662 in Newton Toney, Wiltshire; † 10. April 1741 in Hackney) war eine englische Reiseschriftstellerin, die als erste Frau alle englischen Grafschaften bereiste.

## Leben
Celia Fiennes lebte ab 1691 bei ihrer verheirateten Schwester in London und unternahm zwischen 1684 und 1712 mehrfach Reisen in ganz England, um ihre „Gesundheit durch Luftveränderung und Bewegung“ zu erhalten. Zu der Zeit war das Reisen nur um des Reisens willen noch ungewöhnlich. Hinzu kam die Tatsache, dass Fiennes als Frau überwiegend allein reiste und auch bei ihrer „Great Journey to Newcastle and Cornwall“ nur von ein oder zwei Dienern begleitet wurde.
Ihre Erfahrungen dokumentierte sie in einem Tagebuch 1702, das sie jedoch nicht veröffentlichte, sondern nur für den Privatgebrauch innerhalb ihrer Familie vorgesehen hatte. Es gibt einen detaillierten Einblick in den Zustand der Reisewege und der Landschaften. Auszüge aus diesem Tagebuch wurden erstmals von Robert Southey 1812 veröffentlicht; das komplette Tagebuch wurde 1888 unter dem Titel Through England on a Side Saddle veröffentlicht, der auch auf den Umstand verweist, dass Fiennes nicht in einer Kutsche reiste, sondern die Reisen im Damensattel reitend unternahm. Eine weitere Ausgabe erschien 1947 unter dem Titel The Journeys of Celia Fiennes und wurde bis heute in verschiedenen Ausgaben immer wieder neu aufgelegt.
Celia Fiennes interessierte sich für alles Ungewöhnliche und Neue wie z. B. die zu damaliger Zeit neuen und populären Heilbäder („Spas“) in Bath oder Harrogate. Ihre Gedanken über private Reisen sahen den Trend zur Bedeutung des Tourismus voraus, wie er auch später von Daniel Defoe durch seine Tour through the Whole Island of Great Britain (1724–26) verstärkt wurde.
Auf ihren Reisen sah und besuchte Fiennes einige der bedeutenden Landsitze Englands, die teilweise noch in der Entstehungsphase waren. Ihre Beschreibungen sind eine wichtige zeitgenössische Informationsquelle über diese „Country Houses“.
Celia Fiennes gehörte nicht zu den prosaisch herausragend begabten Schriftstellern, ihre Reisetagebücher und Beschreibungen sind jedoch geprägt von Enthusiasmus und Detailgenauigkeit. Es wird allgemein anerkannt, dass sie die erste Frau war, die alle Grafschaften Englands bereiste.